# Distrito de Mananara Avaratra
Mananara Avaratra es un distrito de la región de Analanjirofo, en la isla de Madagascar, con una población estimada en julio de 2014 de 174 549 habitantes.
Se encuentra ubicado junto a la costa nororiental de la isla, cerca de la Reserva Ambatovaky.